# Festival de Ópera de Savonlinna
El Festival de Ópera de Savonlinna (en finés: Savonlinnan oopperajuhlat) es un festival de música clásica, que se celebra cada año desde 1907 en Savonlinna, Finlandia. 
Este festival tiene lugar en el castillo medieval de Olavinlinna, erigido hacia 1475. Dicho castillo se localiza entre un espectacular escenario lacustre.

## Historia
El nacimiento del Festival de Ópera de Savonlinna tiene sus raíces unidas a las del movimiento finlandés por la independencia y la identidad nacional a comienzos del siglo XX. Aino Ackté, una soprano finlandesa, famosa en casas de ópera de todo el globo y ardiente patriota, que acudió a una reunión nacionalista en Olavinlinna hacia el año 1907, descubrió el potencial del castillo como el emplazamiento para un festival de ópera.
El primer festival fue acogido en el año 1912. Aino Ackté dirigió el festival durante las cinco primeras ediciones, todas en verano, presentando hasta cuatro óperas nacionales. La única ópera de un compositor extranjero fue Fausto, de Charles Gounod, estando la misma Ackté con el papel protagonista femenino de Marguerite.
Hacia 1917 el festival se encontró con dificultades debido al estallido de la Primera Guerra Mundial, la Declaración de Independencia y la consiguiente guerra civil finlandesa.
Durante 50 años, este festival de ópera ha estado inactivo, pero en 1967, Savonlinna Music Days decidió organizar un curso de ópera para jóvenes cantantes. El plato fuerte del curso fue la representación de Fidelio, una ópera de Beethoven, en el castillo. Es por ello que se toma al año 1967 como el comienzo del festival actual; ya que desde entonces ha tenido un continuo crecimiento en audiencia y reputación.